# 빅토리아 (몰타)

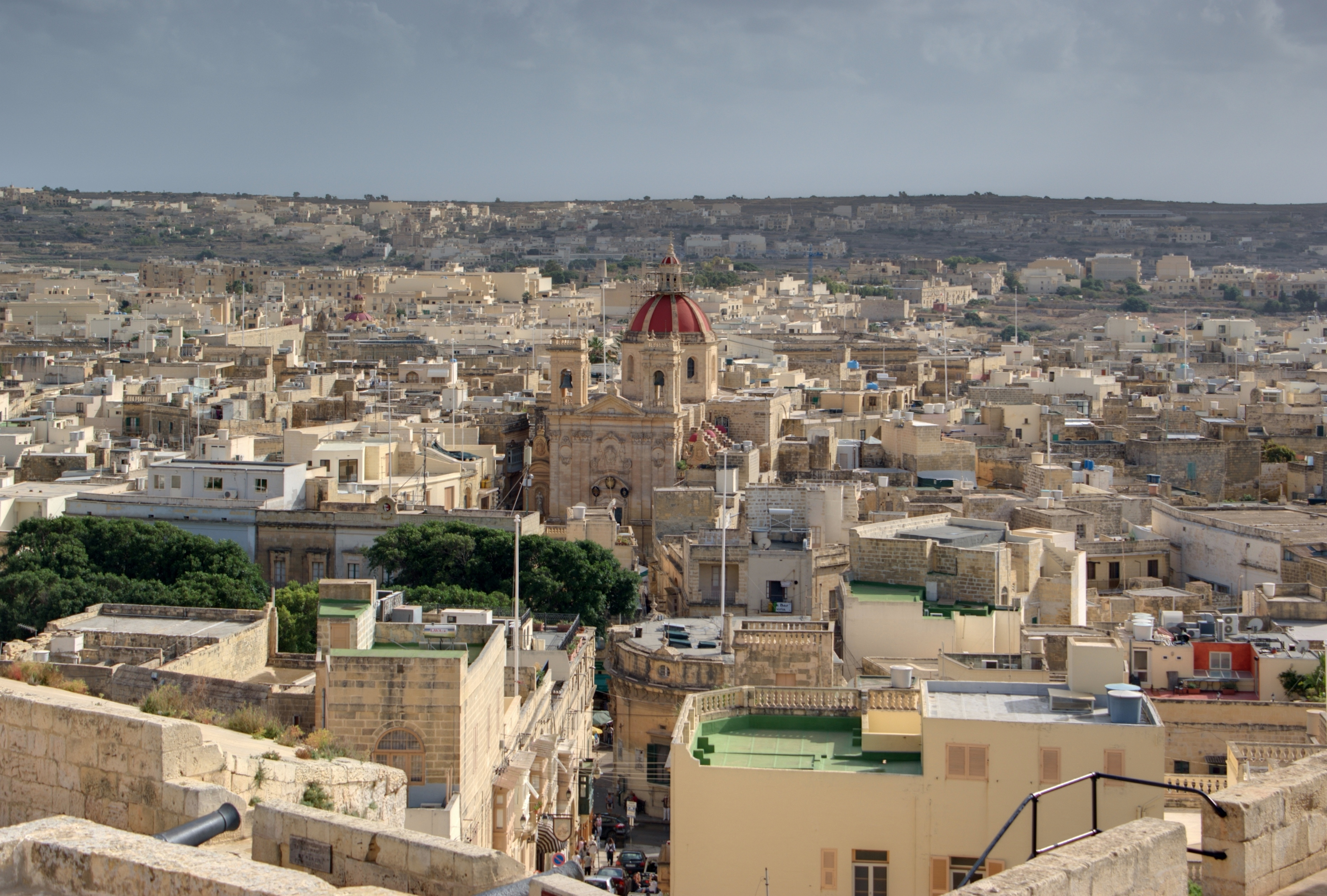
빅토리아 시가지

빅토리아의 위치

빅토리아(영어: Victoria, 몰타어: Rabat 라바트)는 몰타 고조섬의 중심 도시로 면적은 2.9km2, 인구는 6,414명(2005년 11월 기준), 인구 밀도는 2,200명/km2이다.
신석기 시대에 마을이 형성되었다. 도시 이름은 1887년 6월 10일 영국 정부가 빅토리아 여왕의 즉위 50주년(골든 주빌리)을 기념하기 위해 명명한 데서 유래된 이름이다.

시기
시 문장